# Movie Maniacs
Movie Maniacs (br.: Cinemaníacos) é um filme de curta metragem estadunidense de 1936, dirigido por Del Lord. É o décimo terceiro de um total de 190 filmes da série com os Três Patetas produzida pela Columbia Pictures entre 1934 and 1959.

## Enredo
Os Três Patetas são clandestinos em um trem de carga que se dirige para Hollywood. Enquanto viajam, eles aproveitam os vários móveis e objetos cenográficos que encontram no vagão onde estão. Moe faz a barba, Larry passa roupas e Curly cozinha o café da manhã em meio as costumeiras trapalhadas. Ao chegarem na porta de um grande estúdio de cinema ("Carnation Studios"), os Patetas enganam os porteiros e vão parar por acaso na sala do produtor Fuller Ratch (Bud Jamison) que confunde Moe com o novo executivo-chefe e os outros como os dois assistentes, os quais fora avisado para esperar. O produtor lhes dá carta-branca para interferirem nas filmagens e o trio vai até onde estava sendo realizado um filme, irritando a atriz principal (interpretada pela estrela do cinema mudo Mildred Harris) que com isso abandona a produção, acompanhada nisso pelo diretor e pelo ator protagonista. Curly assume o papel da estrela enquanto Larry faz o de seu admirador e Moe os dirige. A cena acaba quando Curly pula no colo de Larry que estava sentado e com o peso a cadeira quebra, derrubando os dois no chão. Enquanto isso, o produtor recebe um telegrama e descobre que os Patetas são farsantes e imediatamente manda os guardas atrás deles. Na fuga, os Patetas vão até um cenário onde estão dois leões. Saem correndo daquela sala e entram num carro para fugir, mas um dos leões os segue e a partir daí só se ouve os gritos de Curly, com o carro ziguezagueando pelas ruas.